# Alberto Bertuccelli
(Bruno Pesaola)
Alberto Bertuccelli (Viareggio, 14 gennaio 1924 – Viareggio, 15 agosto 2002) è stato un calciatore italiano, di ruolo terzino.

## Biografia
Scomparve a causa di problemi cardiocircolatori il 15 agosto 2002 nella natìa Viareggio, dove visse gli ultimi anni in condizioni economiche non agiate.

## Caratteristiche tecniche
Fu un terzino che alla velocità, sia nello scatto sia nel sempre ineccepibile anticipo sull'avversario, univa un sofisticato tocco di palla, tutte caratteristiche esaltate dalla grinta che soleva mettere in campo. Tali peculiarità ne fecero un valido interprete per quel gioco sistemista che al tempo andava per la maggiore, mostrandosi avvezzo sia in fase d'interdizione sia di costruzione dell'azione. Di fatto, emerse come uno dei primi esempi di fluidificante ammirati nel calcio italiano.

## Carriera

### Club
Fu scoperto nel 1941 da un osservatore del Pontedera, durante un torneo amatoriale organizzato a Viareggio, sua città natale. Tesserato dalla società granata, non poté mai esordire in prima squadra a causa degli obblighi di leva.

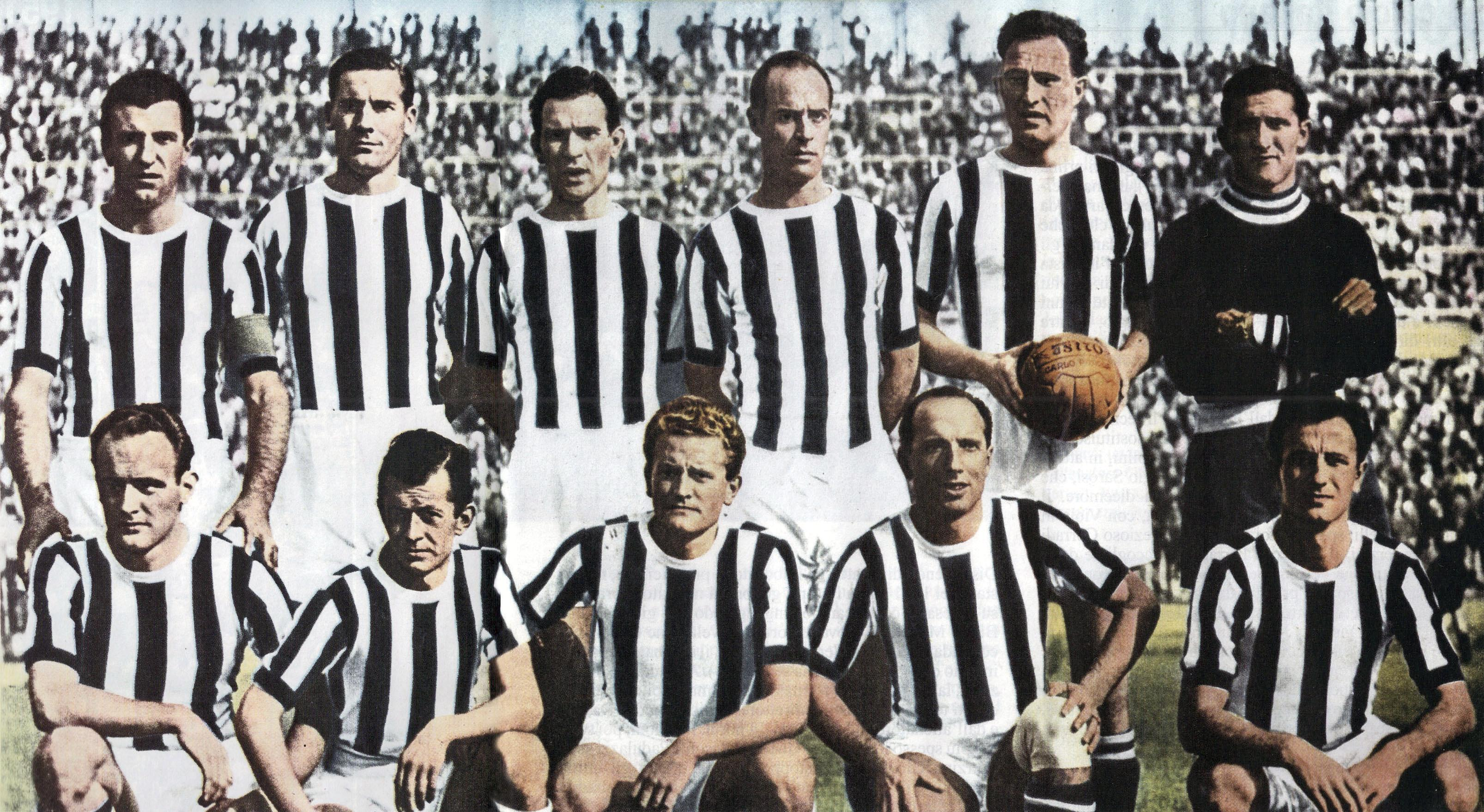
Bertuccelli (accosciato, secondo da destra) nella Juventus campione d'Italia 1951-1952

Riprese l'attività calcistica nel secondo dopoguerra, col Viareggio di Aldo Olivieri, debuttando nella Serie C del 1945-1946 dove si mise in mostra per carattere e potenzialità; nella stagione successiva seguì il suo allenatore alla Lucchese, in Serie B. Vi rimase per tre annate, ottenendo una promozione in Serie A: in particolare, nel campionato 1948-1949 rese al meglio grazie agli insegnamenti di Giuseppe Viani, tecnico particolarmente attento alla fase difensiva e alle fasce laterali, tra i teorici del catenaccio.
Nell'estate 1949 sembrava destinato a vestire la maglia del Torino, in procinto di ricostruire la squadra dopo la tragedia di Superga; tuttavia un infortunio rallentò una trattativa nella quale s'inserirono i concittadini della Juventus, i quali, anche grazie alla volontà del giocatore nonché all'intermediazione di Virginio Rosetta, il 21 luglio riuscirono ad acquistarlo. Rimase in bianconero per cinque stagioni, totalizzando 144 presenze e 2 reti — di cui una proprio nel derby contro i granata — e vincendo due scudetti.
Nel 1954 fu ceduto alla Roma per 23 milioni di lire. In giallorosso trovò però difficoltà ad affermarsi titolare a causa di continui infortuni che gli permisero solo una manciata di presenze, decidendo pertanto di ritirarsi dall'attività agonistica al termine del campionato.

### Nazionale

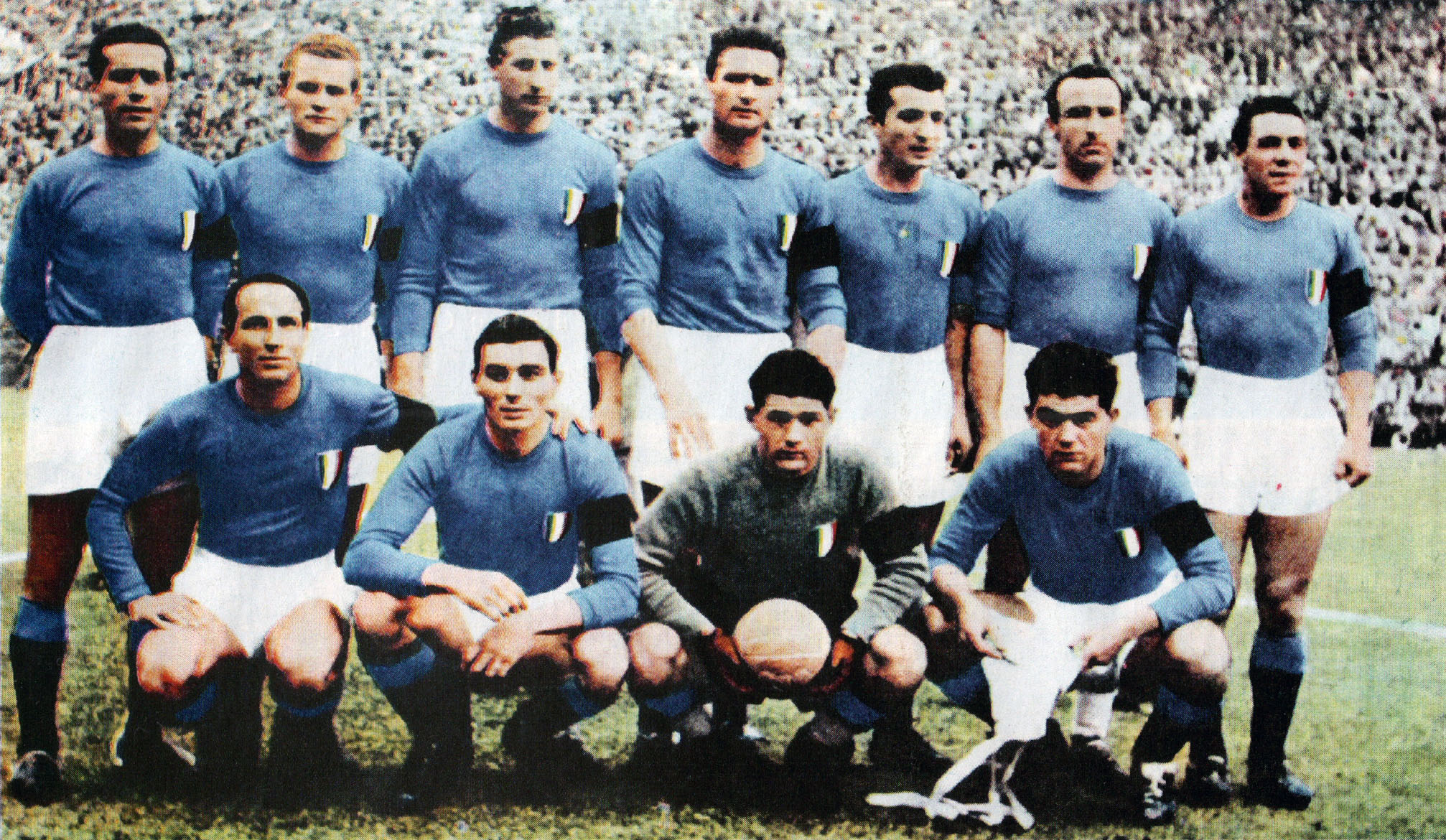
Bertuccelli (accosciato, primo da sinistra) al debutto con la maglia dell'Italia il 22 maggio 1949

Le buone prestazioni con la Lucchese gli valsero la chiamata in nazionale. Debuttò il 22 maggio 1949 a Firenze nel ruolo che fu di Aldo Ballarin, morto poche settimane prima nella tragedia di Superga: nell'occasione, si mise in luce, per «riflessi stilistici e rendimento effettivo».
Convocato per il campionato del mondo 1950 in Brasile, non poté partire a causa di un'appendicite che lo colpì durante il ritiro di Livorno. L'infortunio lo tenne lontano dai campi per diversi mesi.

## Statistiche

### Cronologia presenze e reti in nazionale
| Cronologia completa delle presenze e delle reti in nazionale ― Italia | Cronologia completa delle presenze e delle reti in nazionale ― Italia | Cronologia completa delle presenze e delle reti in nazionale ― Italia | Cronologia completa delle presenze e delle reti in nazionale ― Italia | Cronologia completa delle presenze e delle reti in nazionale ― Italia | Cronologia completa delle presenze e delle reti in nazionale ― Italia | Cronologia completa delle presenze e delle reti in nazionale ― Italia | Cronologia completa delle presenze e delle reti in nazionale ― Italia |
| Data                                                                  | Città                                                                 | In casa                                                               | Risultato                                                             | Ospiti                                                                | Competizione                                                          | Reti                                                                  | Note                                                                  |
| --------------------------------------------------------------------- | --------------------------------------------------------------------- | --------------------------------------------------------------------- | --------------------------------------------------------------------- | --------------------------------------------------------------------- | --------------------------------------------------------------------- | --------------------------------------------------------------------- | --------------------------------------------------------------------- |
| 22-5-1949                                                             | Firenze                                                               | Italia                                                                | 3 – 1                                                                 | Austria                                                               | Coppa Internazionale                                                  | -                                                                     |                                                                       |
| 30-11-1949                                                            | Londra                                                                | Inghilterra                                                           | 2 – 0                                                                 | Italia                                                                | Amichevole                                                            | -                                                                     |                                                                       |
| 5-3-1950                                                              | Bologna                                                               | Italia                                                                | 3 – 1                                                                 | Belgio                                                                | Amichevole                                                            | -                                                                     |                                                                       |
| 2-4-1950                                                              | Vienna                                                                | Austria                                                               | 1 – 0                                                                 | Italia                                                                | Coppa Internazionale                                                  | -                                                                     |                                                                       |
| 26-10-1952                                                            | Stoccolma                                                             | Svezia                                                                | 1 – 1                                                                 | Italia                                                                | Amichevole                                                            | -                                                                     |                                                                       |
| 28-12-1952                                                            | Palermo                                                               | Italia                                                                | 2 – 0                                                                 | Svizzera                                                              | Coppa Internazionale                                                  | -                                                                     |                                                                       |
| Totale                                                                |                                                                       | Presenze                                                              | 6                                                                     |                                                                       | Reti                                                                  | 0                                                                     |                                                                       |

## Palmarès

### Club
- Campionato italiano di Serie B: 1

Lucchese: 1946-1947 (girone B)
- Campionato italiano: 2

Juventus: 1949-1950, 1951-1952